# Cartrema
Cartrema, maleni biljni rod iz porodice maslinovki. Sastoji se od 4 vrste, dvije američke i dvije azijske, od kojih su azijske možda predstavnici roda Chengiodendron 
Tipična vrsta je Pausia odorata, sinonim za C. americana. Opisan je u Sylva Telluriana 184. 1838. 

## Opis
Drveće i grmovi.

## Vrste
1. Cartrema americana (L.) G.L.Nesom
2. Cartrema floridana (Chapm.) G.L.Nesom; endem ioz Floride.
3. Cartrema scortechinii (King & Gamble) de Juana; možda u Chengiodendron.
4. Cartrema sumatrana (P.S.Green) de Juana; možda u Chengiodendron.

## Sinonimi
- Amarolea Small; Man. Southeast. Fl. 1043 (1933)